# Hymenogaster rehsteineri
Hymenogaster rehsteineri är en svampart som beskrevs av Bucholtz 1901. Hymenogaster rehsteineri ingår i släktet Hymenogaster och familjen Strophariaceae.   Inga underarter finns listade i Catalogue of Life.